# Christoph-Probst-Gymnasium
Das Christoph-Probst-Gymnasium (CPG) ist ein naturwissenschaftlich-technologisches und sprachliches Gymnasium in Gilching, Landkreis Starnberg, Bayern. Es ist ein staatliches Gymnasium. Sachaufwandsträger (Schulträger) ist der Zweckverband für weiterführende Schulen im westlichen Teil des Landkreises Starnberg.

## Lage, Einzugsgebiet, Erreichbarkeit
Das Gymnasium liegt im Ortsteil Neugilching der Gemeinde Gilching im Nordwesten des bayerischen Landkreises Starnberg.
Das Einzugsgebiet des CPG ist in etwa durch Herrsching am Ammersee im Südwesten, Inning am Ammersee im Westen, Alling im Norden und Geisenbrunn im Osten begrenzt.
Die S-Bahn-Station Neugilching der Linie S8 der S-Bahn München liegt 0,7 km südöstlich der Schule.
Die Schule wird morgens, mittags und spätnachmittags aus den verschiedenen Richtungen auch direkt mit Bussen angefahren.

## Geschichte, Gebäude

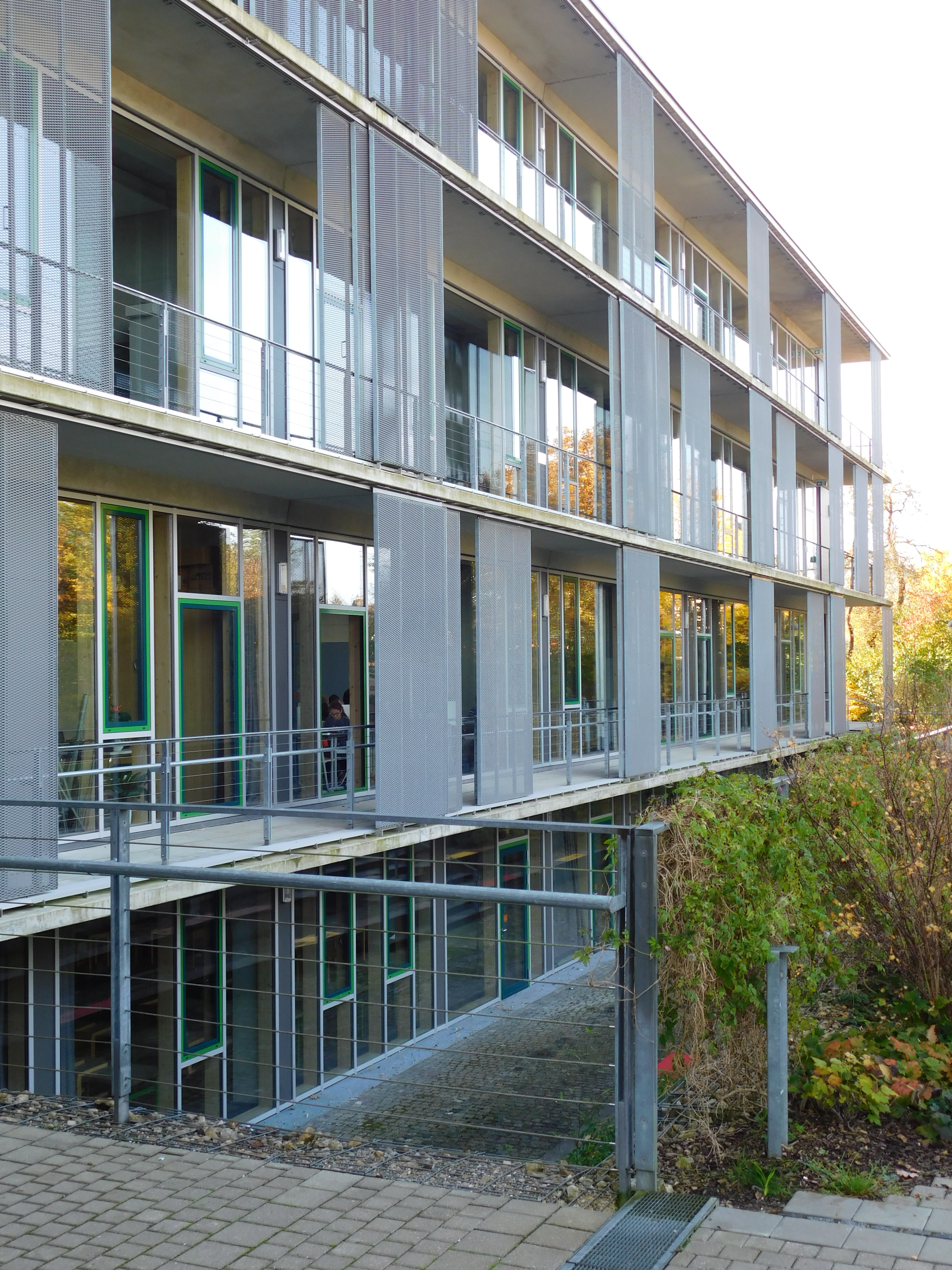
Die Westseite des CPG

In der zweiten Hälfte des 20. Jahrhunderts wuchs die Bevölkerung im Landkreis Starnberg und insbesondere der Gemeinde Gilching kräftig. Im Landkreis Starnberg nahm die Bevölkerung von 65.000 im Jahr 1950 über 74.000 (1961) auf 87.000 im Jahr 1970 zu. In Gilching wuchs die Bevölkerung von 5.100 im Jahr 1950 auf 8.300 im Jahr 1970. Gleichzeitig mit der Zunahme der absoluten Einwohnerzahl nahm die relative Quote derjenigen beträchtlich zu, die ein Gymnasium statt anderer Schulformen besuchten. Es erwuchs so die Notwendigkeit, die Zahl der Gymnasien im Landstrich westlich Münchens zu erhöhen. In Gilching materialisierte sich diese Notwendigkeit im Neubau eines Gymnasiums, des heutigen CPG. Es wurde im Jahr 1975 eingeweiht.
Im Jahr 2009 wurde ein Erweiterungsbau eröffnet.
Das CPG hat ein Hauptgebäude mit Erweiterungsbau, eine davon abgesetzte Dreifachturnhalle, einen Schulsportplatz mit Fußballplatz und Aschenbahn und Basketball- und Volleyballplätze. Das Gymnasium ist eine bauliche Einheit mit der Arnoldus-Grundschule am südöstlichen Ende des Areals.

## Namensgebung

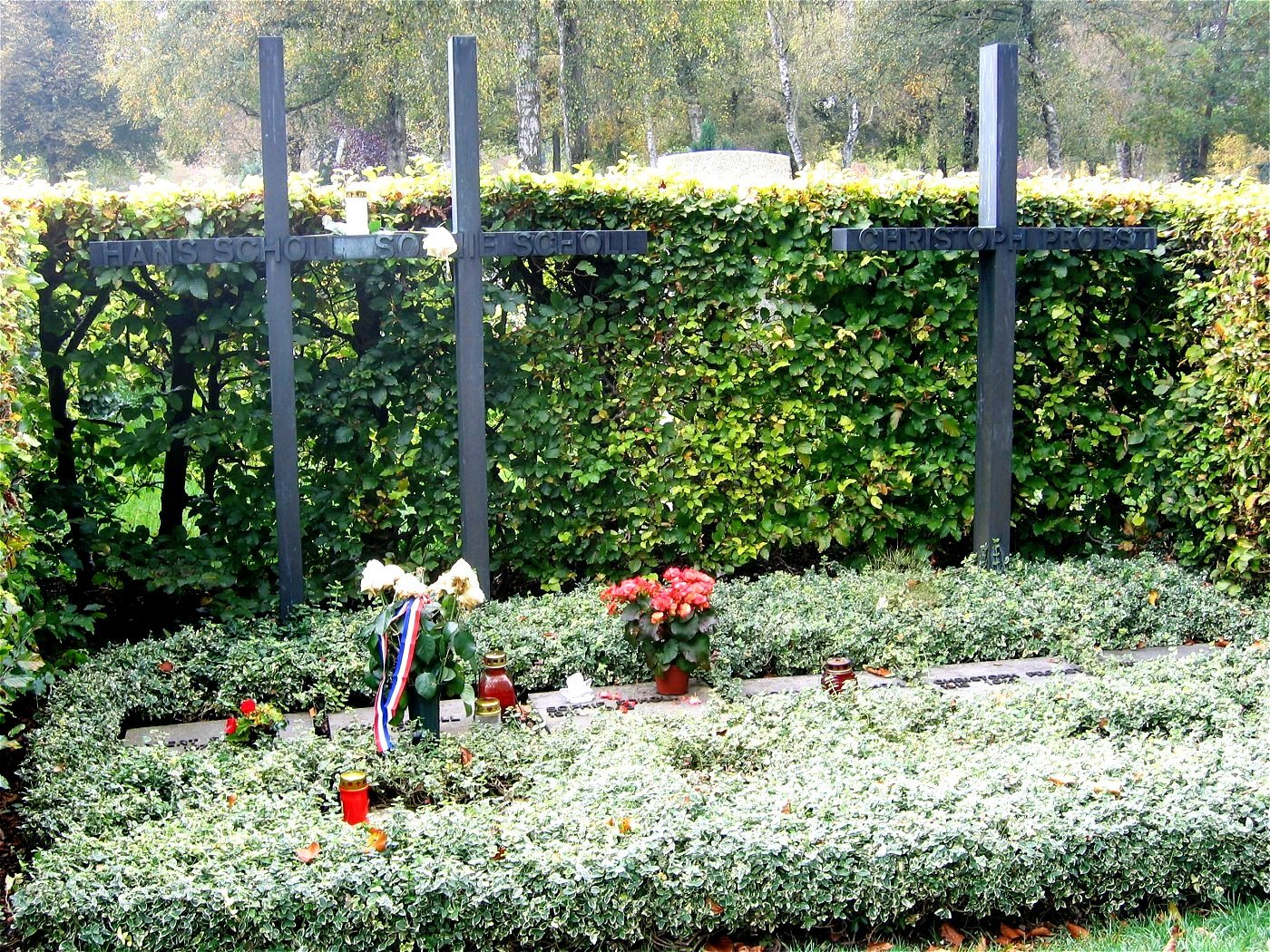
Die Gräber von Christoph Probst (rechts) sowie Sophie und Hans Scholl auf dem Friedhof am Perlacher Forst in München

Das Gymnasium blieb nach seiner Gründung im Jahr 1975 lange Jahre ohne besonderen Namen. Zwischenzeitlich überlegte man sich, bedingt durch die Nähe des damaligen Werksflughafen der Dornierwerke in Oberpfaffenhofen, den Namen Claudius-Dornier-Gymnasium anzunehmen. Wegen befürchteter Verstrickungen des Unternehmens in das NS-System unterblieb dies.
1993 beschloss das Gymnasium, den Namen „Christoph-Probst-Gymnasium“ anzunehmen. Es wurde damit nach Christoph Probst benannt, einem Mitglied der während des Nationalsozialismus wirkenden, studentisch geprägten Widerstandsorganisation Weiße Rose. Christoph Probst wurde nach seiner Entdeckung, Verhaftung und Verurteilung in einem farcehaften Prozess am so genannten Volksgerichtshof unter Roland Freisler am 22. Februar 1943 in München-Stadelheim hingerichtet.
Die Namensgebung geschah im Einvernehmen und enger Absprache mit Michael Probst, dem ältesten Sohn von Christoph Probst, der bis zu seinem Tod im Jahr 2010 in Gilching wohnte.

## Zahlen

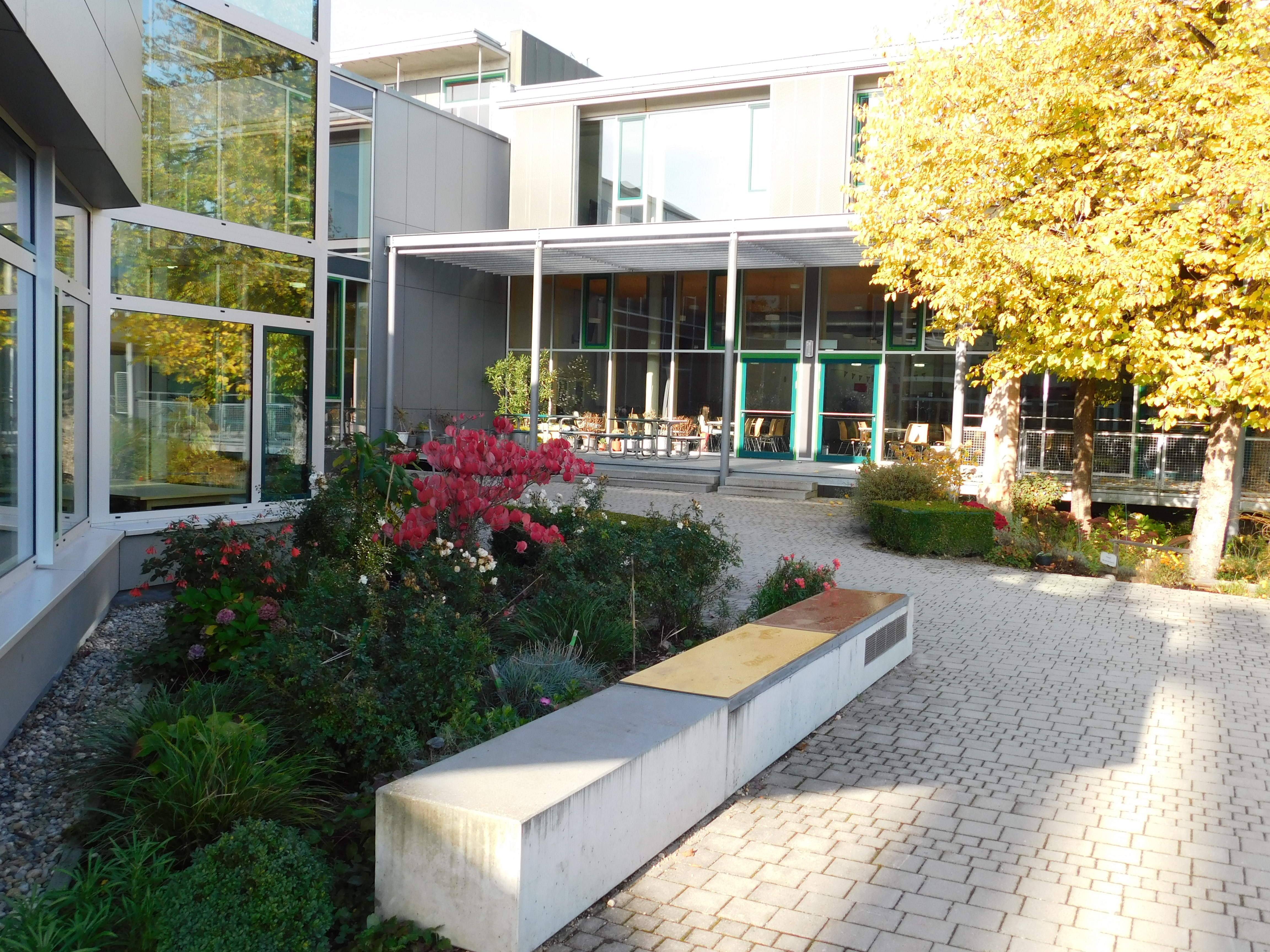
Mensa

Das CPG ist eines der größten Gymnasien in Bayern. Im Schuljahr 2023/24 hatte es 1553 Schüler und 114 Lehrer. Im Schuljahr 2020/2021 gab es
- sieben fünfte Klassen,
- sieben sechste Klassen,
- acht siebte Klassen,
- sechs achte Klassen,
- sechs neunte Klassen und
- fünf zehnte Klassen.
- Die elfte Jahrgangsstufe hatte 155 Schüler,
- die zwölfte 150.[6]

Die hohe Zahl an Schülern und Lehrern ermöglicht korrespondierend eine hohe Zahl von Kursangeboten, Initiativen, Wahlmöglichkeiten und Fächern des freiwilligen Unterrichts.

## Ausbildungsrichtungen
Das CPG bietet als Ausbildungsrichtungen entsprechend den vorgegebenen Lehrplänen einen naturwissenschaftlich-technologische Zweig und einen sprachlichen Zweig an. Die beiden unterscheiden sich – wie in allen Gymnasien – bis einschließlich 7. Klasse nicht, sondern erst ab der 8. Klasse. In beiden Zweigen ist Englisch die erste Fremdsprache ab der 5. Klasse, und es können in der 6. Klasse Latein oder Französisch als zweite Fremdsprache gewählt werden.

### Naturwissenschaftlich-technologischer Zweig

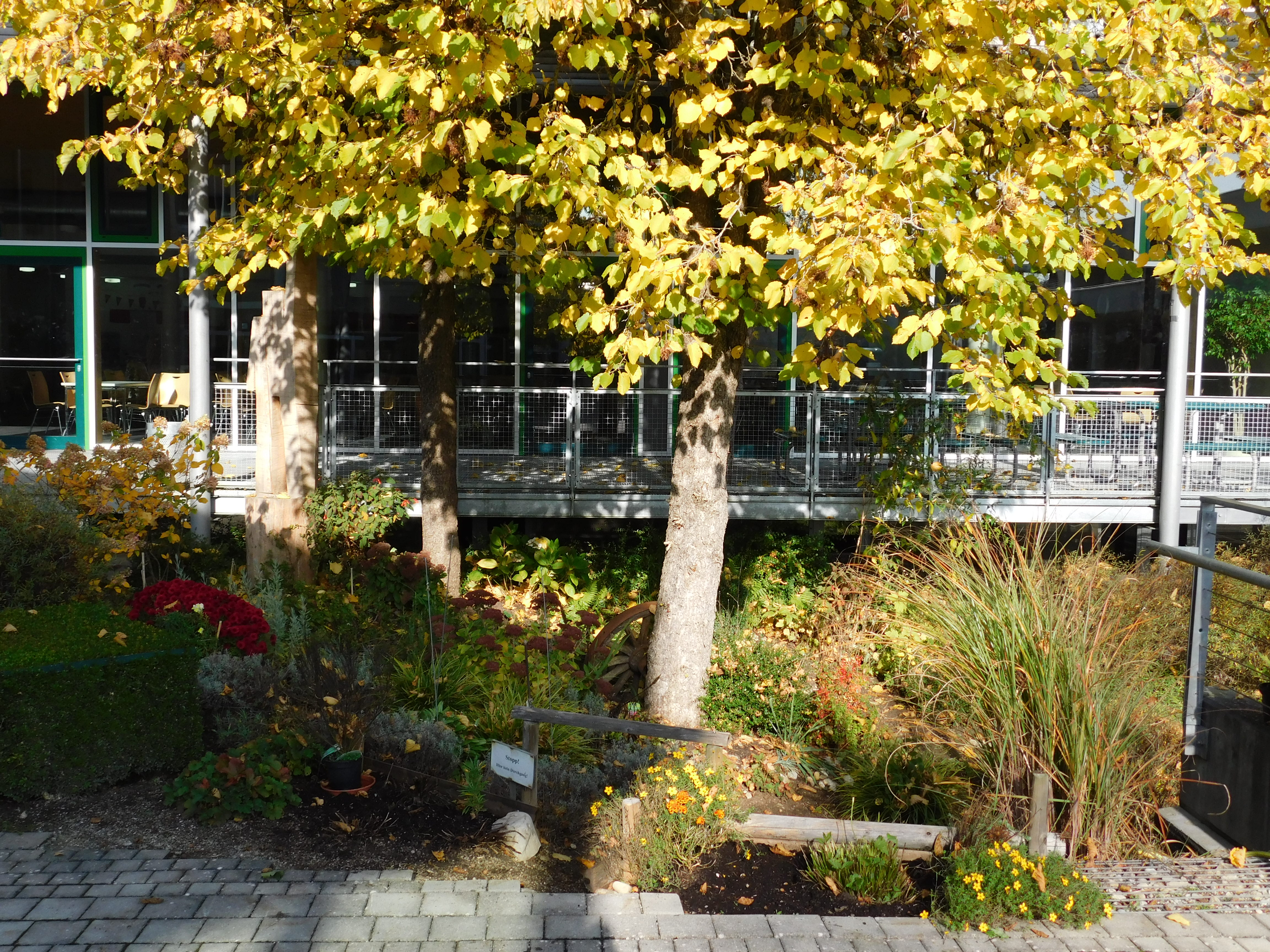
Der Schulgarten

Ab der 8. Klasse kommen im naturwissenschaftlich-technologischen Zweig Informatik, Chemie und weitere Profilstunden in den Stundenplan.

### Sprachlicher Zweig
Der sprachliche Zweig hebt Spanisch als dritte Fremdsprache in den Stundenplan ab der 8. Klasse.

## Besonderes erweitertes Angebot
Neben den Angeboten gemäß den Vorgaben der ministeriellen Lehrplänen hält das CPG weitere Angebote für die Schüler vor.

### Begabtenförderung
Passend zu den unterschiedlichen Begabungen der vielen Schüler werden als Wahlunterricht eine Vielzahl von Kursen angeboten, die entsprechend den Neigungen besucht werden können.

### Musik
Das CPG ermöglicht praktisches Musizieren in vielfältiger Weise.

#### Chorklassen, Junger Chor
Mit dem Konzept der Chorklassen wird verstärkt die praktische musikalische Ausbildung in den Stundenplan integriert. Es betrifft die 5. und 6. Klassen. Eine Chorklasse unterscheidet sich nur im Musikunterricht von „normalen“ Klassen. Im Rahmen des regulären Musikunterrichts wird mehr als sonst gesungen und das Notenlesen geübt. Einmal pro Woche am frühen Nachmittag besuchen die Schüler darüber hinaus den Jungen Chor und erhalten Stimmbildung in Kleingruppen. Das Konzept findet starken Anklang. Im Schuljahr 2016/17 waren drei der sechs fünften Klassen Chorklassen.

#### Chöre
Neben dem o. g. Jungen Chor gibt es zwei weitere Chöre:
Der Große Chor schließt an den Jungen Chor an. Hier können diejenigen der 7. und höheren Klassen mitwirken, die nach dem Jungen Chor den Chorgesang weiter betreiben wollen.
Das Vokalensemble des CPG betreibt den Chorgesang dann noch einmal intensiver und ist mit allen vier Stimmlagen (SATB) besetzt.

#### Orchester
Am CPG konnten mehrere Schulorchester gegründet werden.
Im sog. Kleinen Orchester spielen Schüler der fünften und sechsten Klassen.
Im Großen Orchester spielen die Schüler der höheren Klassen, manchmal verstärkt um Mitwirkende aus der Lehrerschaft. Im Großen Orchester sind alle gängigen Instrumentengruppen besetzt (Streicher, Holz- und Blechblasinstrumente, Klavier/Cembalo, Pauken, …).
Ein Instrumentalensemble wird als Wahlunterricht für die Oberstufe angeboten.
Unter der Leitung eines Musiklehrers studieren die verschiedenen Orchester Stücke verschiedener Schwierigkeitsgrade ein und tragen sie bei geeigneten Gelegenheiten vor.

### Sport

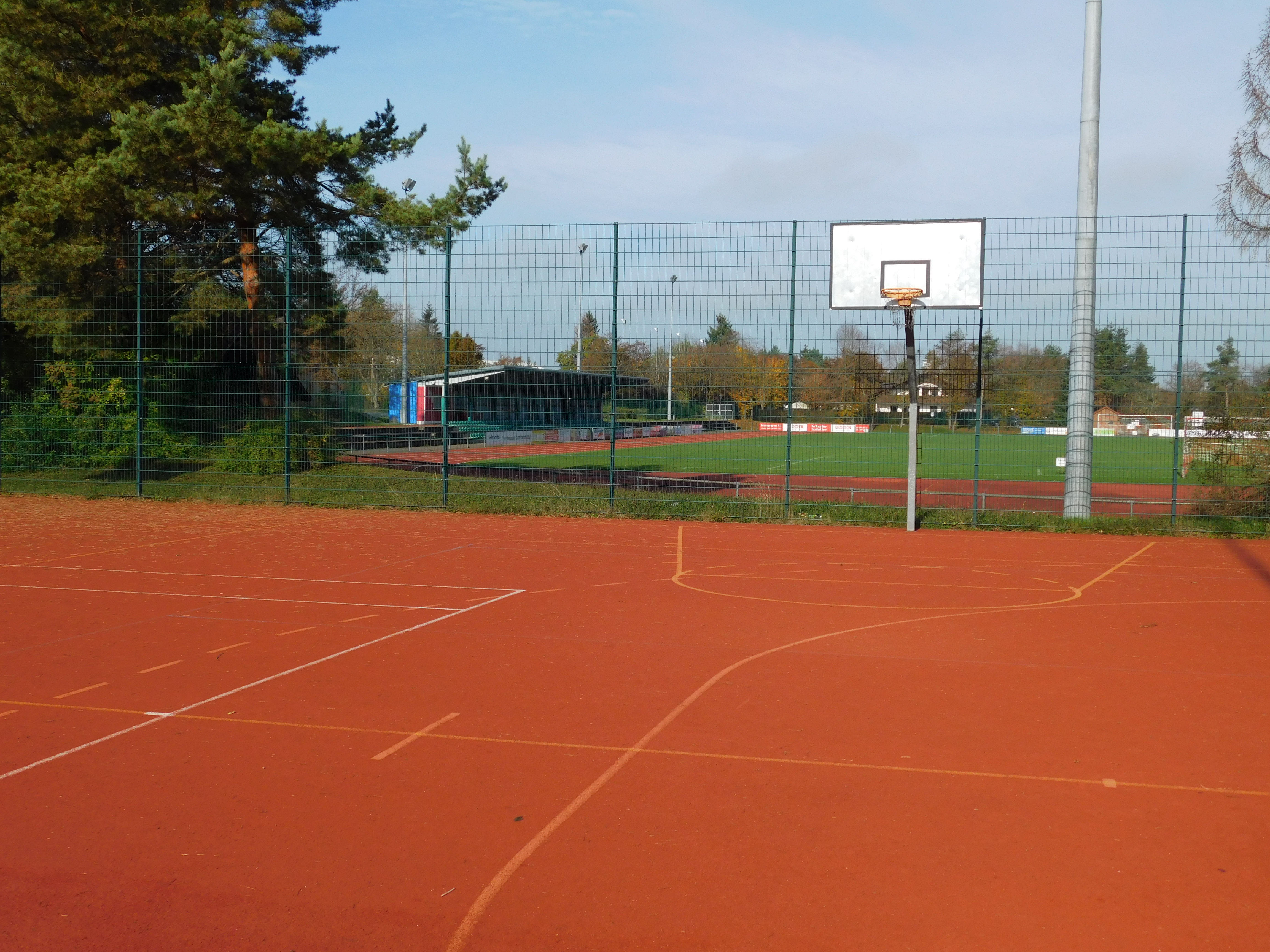
Die Sportplätze des CPG

#### Bewegungskünste
Im freiwilligen Fach Bewegungskünste werden Akrobatik, Einradfahren, Jonglieren mit Bällen, Ringen, Keulen, Devilsticks, Diabolos und vielem mehr im Team geübt und bei geeigneten Gelegenheiten dargeboten. Das Fach hat eine eigene Webpräsenz. Knapp 100 Schüler aller Jahrgangsstufen beteiligen sich daran.

#### Staffellauf
Regelmäßig seit einigen Jahren findet ein Staffellauf um den Wesslinger See statt.

#### Alpencross
Bei genügend Interesse wird ein sogenanntes Alpencross zu Fuß oder mit dem Fahrrad angeboten.

### Klassenfahrten, Austausche

#### Schullandheim
Die sechsten Klassen fahren zu Beginn des Schuljahres begleitet von zwei Lehrkräften (nach Möglichkeit den Klassenleitern) und gegebenenfalls Tutoren für drei Tage in ein Schullandheim. Dort stellen in Absprache mit den begleitenden Lehrkräften die Pädagogen der Jugendsiedlung das Programm für den Schullandheimaufenthalt zusammen. Die Schwerpunkte liegen oft bei Umwelt, Kooperation, Sport.

#### Skikurs
Ein Skikurse ist in der Jahrgangsstufe 7 vorgesehen. Das einwöchige Programm beinhaltet neben dem Skikurs Unterrichtseinheiten zur Lawinen- und Umweltkunde.

#### Orientierungstage
Für die 10. Klassen werden sog. Tage der Orientierung organisiert. Bei ihnen kommen Fragen und Probleme der Lebensgestaltung und Entwicklung der Persönlichkeit zu Sprache. Außerdem können aktuelle Anliegen der Teilnehmer thematisiert werden.

#### Comenius-Programm
Das CPG nimmt am Comenius-Programm teil und ermöglicht so Schülern den Austausch mit Schülern in Holland, Süditalien und in der Türkei.

#### Partnerschaften, Schüleraustausch
Das CPG pflegt Schulpartnerschaften mit vergleichbaren Schulen in Frankreich, England, Spanien und Costa Rica. Es kommt hier zu regelmäßigen Austauschen, die den Schülern angeboten werden.

### Orientierung

#### Einführungsklasse
Sie entspricht der Jahrgangsstufe 10 des Gymnasiums und ist für Absolventen der Realschule, der Wirtschaftsschule und der Mittleren-Reife-Klasse der Mittelschule eingerichtet.

#### Schülerpraktikum
Seit 2003 wird mit den neunten und elften Klassen ein Betriebspraktikum während der Unterrichtszeit durchgeführt. Es dauert zwei Wochen und findet im Juli nach dem Notenschluss statt. Ziel ist es, den Schülern bereits einen Einblick in die Berufswelt verschaffen.

### Ganztagsbetreuung

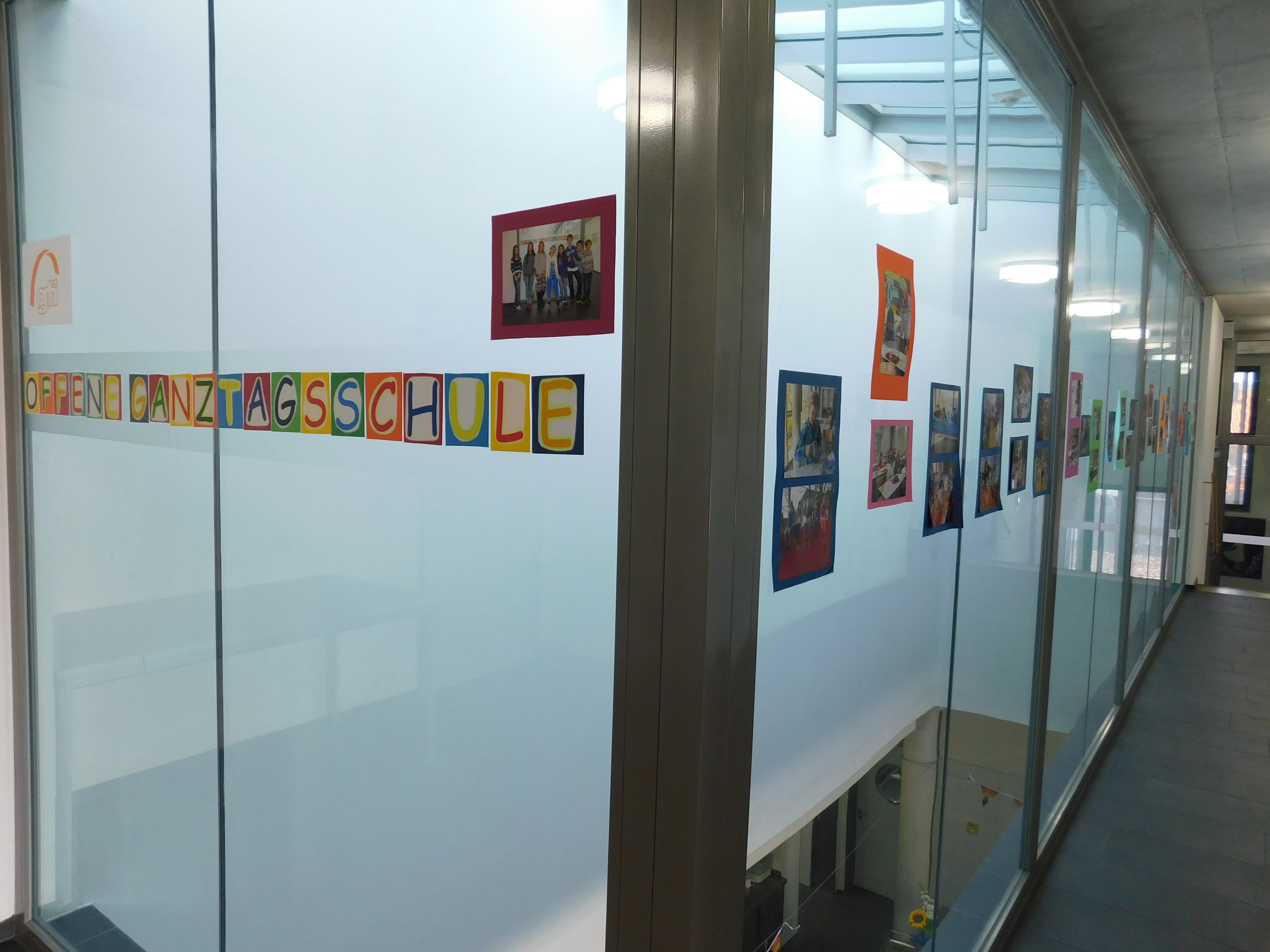
Die Räume der Ganztagsbetreuung

Seit 2007 bietet das CPG für die Schüler der 5. bis 10. Klassen Ganztagsbetreuung an. Sie geht von Montag bis Donnerstag bis 16:00 nachmittags und umfasst nach dem regulären Unterricht Mittagessen, Hausaufgabenbetreuung und Freizeitgestaltung. Die Ganztagsbetreuung wird von einer pädagogischen Fachkraft geleitet. Dazu werden bei Bedarf weitere Fachkräfte, Mitarbeiter auf Honorarbasis, Tutoren oder Lehrkräfte eingesetzt.

## Bekannte Absolventen
- Katharina Schulze (* 1985), deutsche Politikerin von Bündnis 90/Die Grünen
- Jule Ronstedt (* 1971), deutsche Schauspielerin und Regisseurin.